# Christine af Bro
Christine af Bro är ett fartyg av bojortstyp som har Kristinehamn som hemmahamn.
Inga bojortar fanns tidigare kvar i Sverige varför den nutida bojorten i Kristinehamn är unik. Sjösättningen skedde den 4 maj 2002. Den 18 juni 2005 ägde jungfrufärden rum och därefter har "Bojorten" gått enligt turlista och gör årligen mellan 80 och 100 turer varav en del av dessa är charterkryssningar. 
Christine af Bro väger 130 ton, är 29,5 meter lång (inklusive bogspröt)och har passagerarcertifikat för 55 passagerare. Under 2006–2008 har riggen modifierats samt inredningen anpassats för att bättre spegla ett rustikt fartyg från 1600-talet. Vidare har fartyget numera 17 kojer till de gäster som önskar övernattning.
Fartyget drivs av Rederiaktiebolaget Bojorten, all bokning sköts av Kristinehamns Turistbyrå.